# Büyükgeçit, Aşkale
Büyükgeçit là một xã thuộc huyện Aşkale, tỉnh Erzurum, Thổ Nhĩ Kỳ. Dân số thời điểm năm 2011 là 381 người.